# Ameya-Yokochō
Ameya-Yokochō (japonais : アメヤ横丁) est une shōtengai situé à Taito-ku, à Tokyo. Aussi appelé Ameyoko (japonais : アメ横). C'est l’une des destinations touristiques de Tokyo.

## Origine du nom
Deux hypothèses s'opposent sur l'origine du nom. La première met en avant la présence de nombreux vendeurs de sucreries (飴, ame) dans l'immédiat après-guerre, alors que le sucre était strictement rationné. Le quartier aurait alors été nommé en références à ces confiseurs (飴屋, ame-ya).
L'autre hypothèse se base sur la présence de magasins vendant des surplus de l'armée américaine (アメリカ, amerika) à la même période.

## Historique
Avant le XXe siècle, le quartier était un quartier populaire (shitamachi) connu sous le nom d'Okamimachi, quartier de résidence des samurais du plus bas niveau. Ce nom persiste dans les gares qui desservent la rue commerçante : Okachimachi, Ueno-Okachimachi, Naka-Okachimachi et Shin-Okachimachi.
Pendant la Guerre du Pacifique, les bâtiments sont détruits par les bombardements incendiaires alliés et un marché noir mélant barraques, yatai et vendeurs à la sauvette se développe sur les ruines, alors qu'un rationnement alimentaire est en place. Les clashs entre yakuzas, vendeurs et la police sont fréquents.
Après guerre, l'administration et la police tentent de mettre le quartier sous contrôle. Le 30 mai 1946, 500 policiers font une descente dans le quartier. Elles fournissent dans la foulée à l'entrepreneur Hiroyoshi Kondo la licence nécessaire pour ouvrir un marché dans le quartier. Il construira le Kondo Market, dans le triangle de l'actuel Ameoyoko Center Building. En parallèle, de nombreux japonais rapatriés de Corée et du Manchoukouo sont rappatriés dans le quartier et ouvrent des boutiques. Les immigrés coréens s'installent aussi dans le quartier, dans une zone appelée Kimchi Yokocho.
Le quartier étant à proximité immédiate de la gare de Ueno qui connecte Tokyo au Tohoku, de nombreux marchands et agriculteurs de la région venaient à Ameyoko pour vendre leurs produits.
La guerre de Corée à partir de 1950 et le rôle de base arrière logistique et industrielle du Japon dans le conflit, relance le marché noir dans le quartier et les boutiques de surplus ou vendant des produits amériains se développent au détriment des confiseurs qui disparaissent alors presque entièrement.
En 2025, environ 400 commerces opèrent à Ameyoko.